# Brug over de Kwai

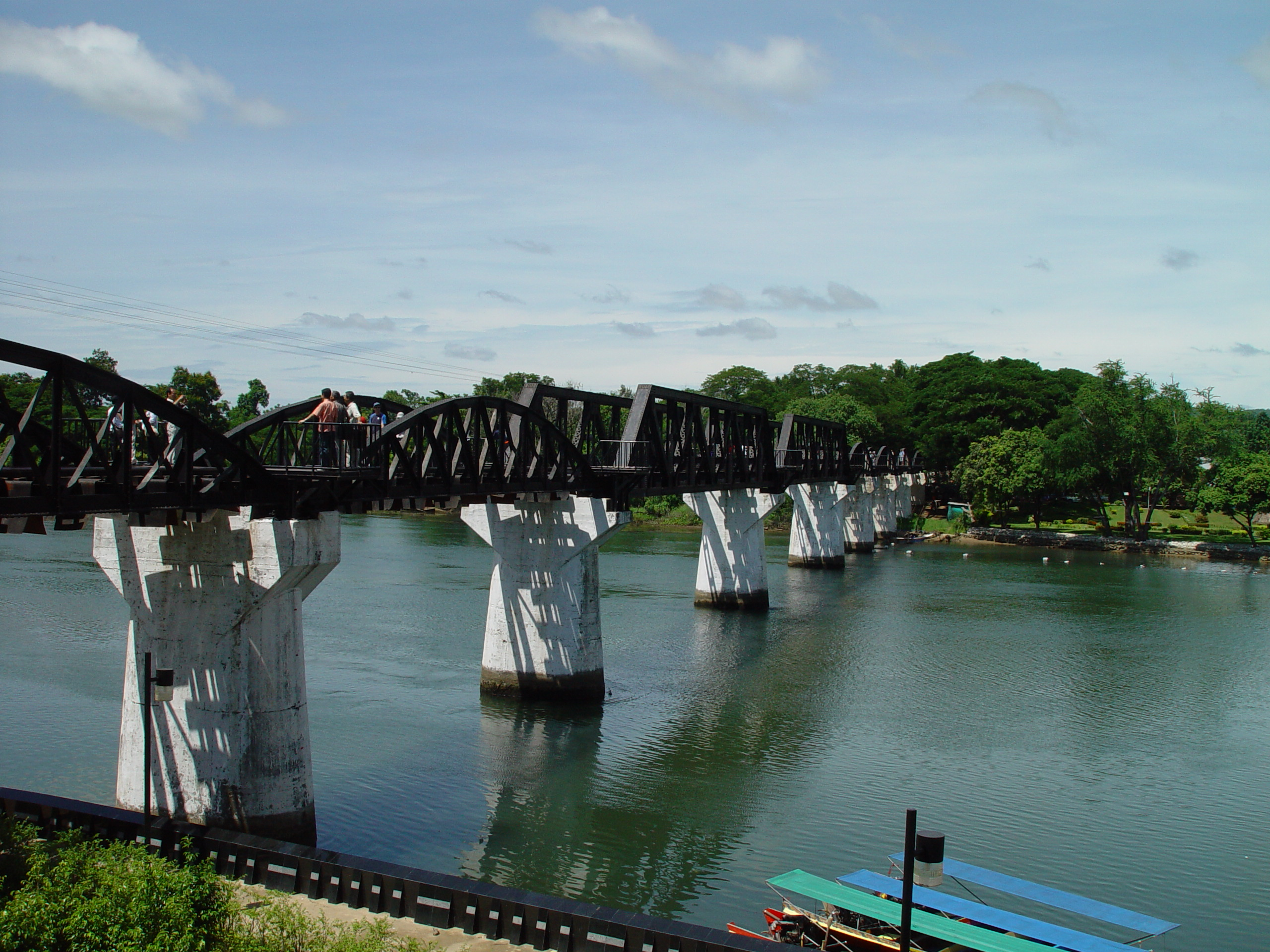
Brug over de Kwai

De brug over de rivier de Kwai is de spoorbrug die gebouwd is bij de Thaise plaats Kanchanaburi als onderdeel van de Dodenspoorlijn (Birmaspoorweg). De spoorweg liep voor een groot deel parallel aan de rivier die destijds Khwae (oude transliteratie Kwai in het Nederlands en Engels, Kwaï in het Frans) heette en tegenwoordig Khwae Noi. Pierre Boulle, de auteur van Le Pont de la rivière Kwaï, was niet ter plekke geweest en heeft zich vergist in de naam van de rivier. De brug werd niet gebouwd over de Kwae maar over de Mae Klong (Meklong) op enkele kilometers voor de samenvloeiing met de Khwae. Toen er na het verschijnen van de film in 1957 steeds meer toeristen op zoek gingen naar de ‘brug over de Kwai’ en die daar niet aantroffen, besloten de Thaise autoriteiten in de jaren zestig de bovenloop van de Mae Klong te hernoemen in Khwae Yai en de Khwae in Kwae Noi.
Bij de constructie van de spoorlijn verloren veel westerse krijgsgevangenen het leven, onder wie ook veel Nederlanders uit toenmalig Nederlands-Indië. Echter, bij de constructie van de brug zelf vielen relatief weinig doden (negen). De huidige brug is het originele exemplaar, de hulpbrug werd eerst ongeveer 200 meter stroomafwaarts gebouwd en was een houten constructie die voor aanvoer van materiaal diende. De huidige brug werd een aantal keren gebombardeerd, wat te zien is aan de gedeeltes met rechthoekige boogconstructies in plaats van de originele ronde. De ronde boogdelen waren in 1942 door de Japanners uit Java meegenomen. De rechthoekige komen uit Tokio. De Japanners hebben de brug na de Tweede Wereldoorlog hersteld.
In de jaren tachtig heeft de toenmalige Nederlandse kroonprins Willem-Alexander een bezoek gebracht aan deze brug.

## In populaire media
- De brug is in het Westen vooral bekend van de speelfilm The Bridge on the River Kwai, de verfilming van Le Pont de la rivière Kwaï. De opnamen werden echter niet in Thailand gemaakt, en het verhaal is slechts losjes op de werkelijkheid gebaseerd en wijkt ook deels van het boek af.
- De brug komt ook voor in missie 5 van het computerspel Commandos 2: Men of Courage.